# Ivan Nikulin - russkij matros
Ivan Nikulin - russkij matros (Иван Никулин — русский матрос) è un film del 1944 diretto da Igor' Andreevič Savčenko.